# Abu Musa
Abu Musa és una illa sota administració de l'Iran al golf Pèrsic que forma junt amb cinc illes més i algunes roques la subprovíncia d'Abu Musa, a la província d'Hormozgan. El seu nom original probablement seria Sir Bu Musa, però avui dia és només Abu Musa. Al segle xvii apareix als mapes europeus com Maloro, però després ja se l'esmenta com Bumose o Bomosa.

## Geografia
La capital és Abu Musa, a la part sud-oest de l'illa. L'illa té una població de 480 habitants, gairebé tots a la capital, i una superfície de 12 km². El punt més alt és el puig Halva de 110 metres, al nord-est de l'illa. De les sis illes del grup és la segona més gran. La pluviometria és minsa, d'uns 100 mm per any, i la seva altura mitjana és de 46 metres sobre el nivell del mar. L'economia és bàsicament la pesca. És un destí turístic únicament per iranians, per les seves platges i viles tradicionals i les seves fonts medicinals. Les carreteres recorren tota l'illa i fins i tot disposa d'un aeroport. també hi ha un far. Al nord-oest de l'illa es concentra la indÚstria de la pesca. La vila d'Abu Musa disposa dels serveis bàsics essencials.

## Història
Encara que els perses la consideren possessió ancestral, el cert és que va romandre durant segles deshabitada i visitada només per pescadors. Fou possessió, almenys, des del 1330 dels soldans d'Ormuz, fins al 1507, i van continuar després en el mateix soldanat però sota sobirania portuguesa fins al 1622.
Va ser considerada després possessió persa com totes les illes del golf fins que els britànics, el 1800, van declarar que com que els perses no exercien sobirania sobre les illes només les de la part nord els corresponia.
Entre 1745 i 1759 el xeic Qasimi de Sharjah es va establir a la costa persa i la va dominar fins al 1767, en què en fou expulsat, però hi va tornar el 1780 per recuperar els dominis i establir la seva sobirania sobre l'illa i port de Langeh. L'abril del 1783 els britànics assenyalaven l'illa com a dependència persa però en els mapes del període 1786-1835 s'assenyala com a dependència de Langeh.
El 1835 un vaixell britànic fou atacat pels Banu Yas prop de la Gran Tunb i es va fixar una línia entre les illes d'Abu Musa i de Sirri que no podia ser creuada pels vaixells dels xeics. Aquestes dues illes van esdevenir seus de pirates i la línia fou modificada el 1836, passant la línia d'Abu Musa a la de Sir Abu Nuair.
La treva parcial de 1835 va esdevenir perpètua el 1853 (Perpetual Truce). Els britànics van donar llargues a resoldre la possessió de les diverses illes que reclamaven els qawasimi. Fins al 1886 les illes van aparèixer als mapes com a part de Langeh, on regnava una branca dels qawasimi, branca que no prenia part en pirateries i estretament vinculada a Sharjah.
El 1887 el govern persa va modificar l'administració, i els ports de Bushire, Langeh i Bandar Abbas amb els seus districtes i illes van formar una nova unitat separada de la província de Fars que es va dir Ports del Golf Pèrsic, el govern de la qual fou confiat a un membre de la dinastia i el govern de la branca dels qawasimi a Langeh fou dissolt (setembre 1887). La bandera persa fou hissada a Sirri i els britànics ho van tolerar.
Els britànics, per por que Pèrsia exercís sobirania sobre les diverses illes en benefici de Rússia, van pensar a prendre possessió d'algunes d'aquestes illes. Aquesta política fou adoptada el 1901. El 1902 es va plantejar ocupar Qeshm. L'abril de 1903, sota consell britànic, Sharjah va posar la seva bandera a l'illa que fou eliminada pels perses el març del 1904. Els iranians, sota pressió britànica, van evacuar les Tunb i Abu Musa el 14 de juny de 1904 però es van reservar la sobirania; al cap de tres dies el xeic de Sharjah va hissar la seva bandera a Abu Musa tot i que els britànics havien acordat amb els perses que cap bandera onejaria a l'illa fins a determinar la sobirania.
A partir de 1932 els britànics van insistir que Sirri, Abu Musa i les Tunbs eren administrades pels Qawasimi de Langeh com a vassals dels Qawasimi de Sharjah o de Djulfar (Ras al-Khaimah) i que per tant les illes eren d'aquests emirats.
El 29 de novembre de 1971 els iranians van ocupar Abu Musa d'acord amb el xeic de Sharjah, amb un acord de domini compartit. Els recursos del pou de petroli a la mar conegut per Mubarak, situat al sud-est de l'illa, fou compartit en un 45% per Sharjah, un 45% per Iran i un 10% per Umm al-Qaiwain.
L'abril de 1992 Iran va expulsar alguns treballadors estrangers que segons les autoritats no estaven coberts per l'acord de 1971. Van circular rumors de què la guarnició a l'illa havia augmentat i que s'havia tancat una escola àrab però sembla que no eren reals. En tot cas els Emirats Àrabs Units van considerar que s'havia alterat el status de l'illa i que s'anava cap a l'annexió. Des del 1994 Iran ignora de fet la sobirania compartida però manté el repartiment dels royaltys del pou de Mubarak. Des de llavors els Emirats Àrabs Units han denunciat la situació a l'ONU sense que s'hagi arribat a cap acord. El 1996 els iranians van obrir l'aeroport (març).